# Pseudosperma
Pseudosperma Matheny & Esteve-Rav. (rysostrzępiak) – rodzaj grzybów z rodziny strzępiakowatych (Inocybaceae).

## Systematyka i nazewnictwo
Pozycja w klasyfikacji według Index Fungorum: Inocybaceae, Agaricales, Agaricomycetidae, Agaricomycetes, Agaricomycotina, Basidiomycota, Fungi.
Pierwotnie gatunki obecnie zaliczane do rodzaju Mallocybe należały do rodzaju Inocybe (strzępiak). W 2019 r. Matheny, Vizzini i Esteve-Rav część gatunków tego rodzaju przenieśli do nowo utworzonego rodzaju Pseudosperma.
W 1990 r. Andrzej Nespiak opisywał te gatunki pod polską nazwą strzępiak. Po przeniesieniu ich do rodzaju Pseudosperma nazwy polskie są niespójne z nazwami naukowymi. W 2021 r. Komisja ds. Polskiego Nazewnictwa Grzybów zarekomendowała dla nich nazwę rysostrzępiak.

## Gatunkiwystępujące w Polsce
- Pseudosperma arenicola (R. Heim) Matheny & Esteve-Rav. 2019[4] – rysostrzępiak piaskowolubny
- Pseudosperma flavellum (P. Karst.) Matheny & Esteve-Rav. 2019[5] – rysostrzępiak szaroblaszkowy
- Pseudosperma obsoletum (Romagn.) Matheny & Esteve-Rav. 2019  – rysostrzępiak kremowobrązowy
- Pseudosperma perlatum (Cooke) Matheny & Esteve-Rav. 2019 – rysostrzępiak perłowy
- Pseudosperma rimosum (Bull.) Matheny & Esteve-Rav. 2019 – rysostrzępiak porysowany[6]
- Pseudosperma squamatum (J.E. Lange) Matheny & Esteve-Rav. 2019 – rysostrzępiak łuskowaty
- Pseudosperma umbrinellum (Bres.) Matheny & Esteve-Rav. 2019[4] – rysostrzępiak złotobrązowy

Nazwy naukowe na podstawie Index Fungorum. Wykaz gatunków występujących w Polsce i nazwy polskie według Władysława Wojewody i innych.

## Znaczenie
Grzyby mikoryzowe. Zaliczane do tego rodzaju gatunki (zwane strzępiakami) zawierają pewną ilość muskaryny – tej samej substancji trującej, która występuje w muchomorach, stąd też zatrucia strzępiakami dają podobne objawy, jak zatrucia muchomorami. Ze względu na niewielką ilość muskaryny zwykle nie są to zatrucia śmiertelne, a tylko powodujące przykre dolegliwości. Z powodu trujących własności nie są zbierane jako grzyby jadalne, ponadto i tak nie mają wartości kulinarnych; są mało mięsiste i często o mało przyjemnym zapachu.